# まるは食堂
まるは食堂（まるはしょくどう）は愛知県知多郡南知多町大字豊浜に本店があるレストランチェーンである。

## 概要
経営は株式会社まるは。地元豊浜漁港で水揚げされたエビを使った「でっかいエビフライ」が有名である。
経営理念は、ほう・れん・そう（報告・連絡・相談）である。一般に知られる前の1960年（昭和35年）頃に制定されており、元祖ではないかと言われている。
創業者の相川うめ（あいかわ うめ、1911年（明治44年）8月17日 - 2008年（平成20年）10月26日）は、テレビ朝日『ビートたけしのTVタックル』の『新日本の景気を考える』に出演し、番組内で名物的存在であった。

## 店舗
- 豊浜本店（愛知県知多郡南知多町）
- 中部国際空港店（愛知県常滑市：中部国際空港内）
- りんくう店（愛知県常滑市：名鉄空港線りんくう常滑駅横）
- ラシック店（愛知県名古屋市中区：ラシック内）
- チカマチラウンジ店（愛知県名古屋市中村区名駅：名古屋クロスコートタワー地下1階）
- JR名古屋駅店（愛知県名古屋市中村区名駅：JR名古屋駅構内うまいもん通り広小路口411丁目）
- イオンモール大高店（愛知県名古屋市緑区：1階レストラン街） - 2014年（平成26年）4月24日開店

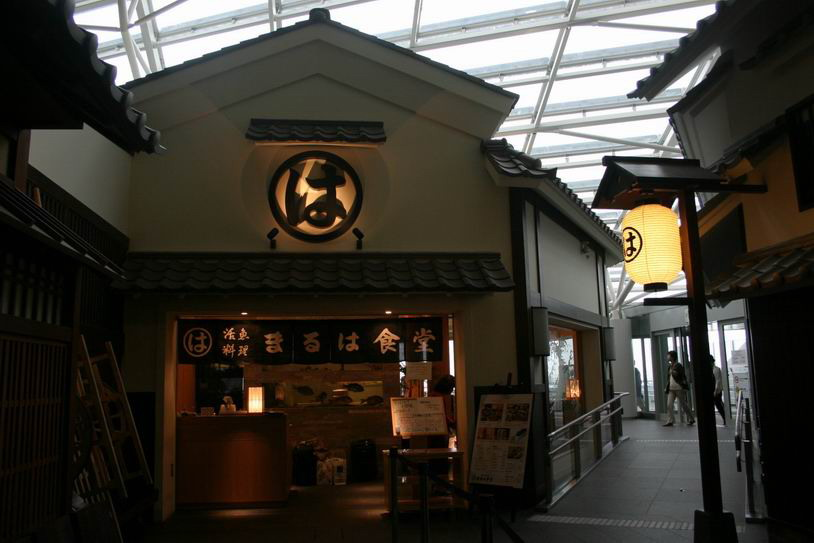
中部国際空港店
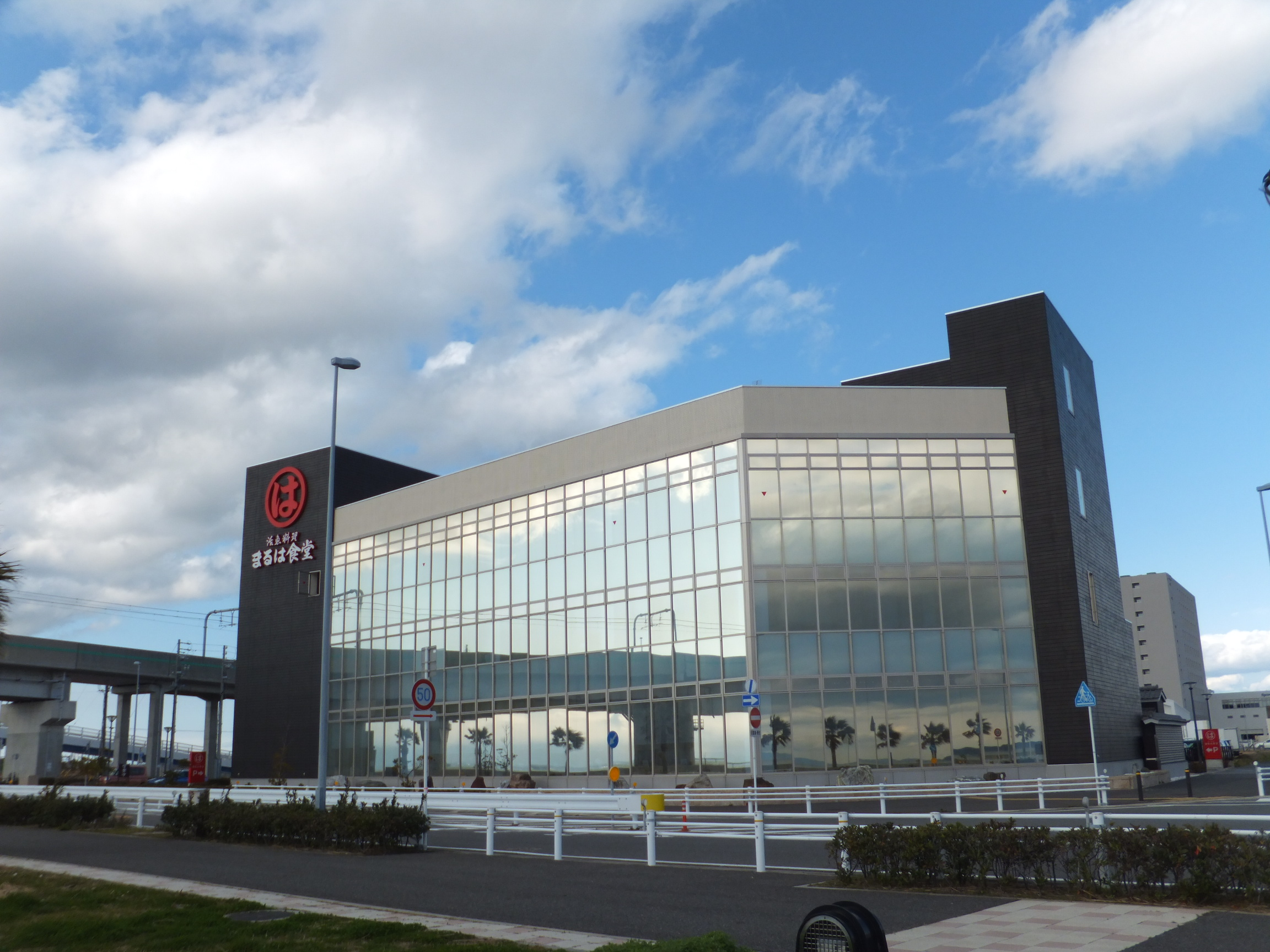
りんくう店
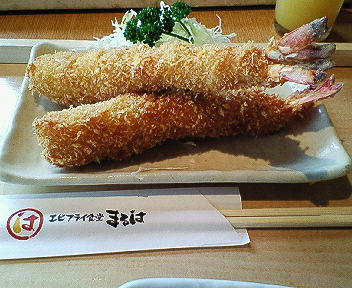
名物のジャンボエビフライ